# Friedrich Hultsch
Friedrich Hultsch, född den 22 juli 1833, död den 6 april 1906, var en tysk klassisk filolog.
Hultsch blev 1889 rektor i Leipzig, och ombesörjde flera uppklagor av klassiska författare. Särskilt berömd blev Hultsch som en av den komparativa metrologins grundläggare. Bland annat författade han inom detta området Griechische und römische Metrologie (1870, 2:a upplagan 1882). Hans vetenskapliga huvudarbete är Die Gewichte des Altertums (1898).